# Anodontia edentula
Anodontia edentula är en musselart som först beskrevs av Carl von Linné 1758.  Anodontia edentula ingår i släktet Anodontia och familjen Lucinidae. Inga underarter finns listade i Catalogue of Life.